# Armin Andrä
Armin Erich Andrä (* 15. August 1926 in Crimmitschau; † 28. August 2018 in Rostock) war ein deutscher Kiefer-/Gesichtschirurg und Zahnmediziner.

## Leben
Der Sohn des Bankangestellten Erich Bernhard Andrä und dessen Frau, der Schneiderin Gertrud Andrä, geborene Pippig, wurde 1926 in Crimmitschau geboren. Nach seinem Abitur 1946 wurde er zunächst nicht zum Studium zugelassen, weil sein Vater Mitglied der NSDAP gewesen war. Erst als er 1949 der SED beigetreten war, wurde ihm ein Studium der Zahnmedizin an der Universität Jena erlaubt. 1953 nahm er ein Studium der allgemeinen Medizin auf. Im selben Jahr heiratete er seine Frau. Zwei Jahre später beendete er sein Studium und wurde im Folgejahr zum Doktor der Zahnwissenschaften promoviert. 1956 und 1957 arbeitete er als Assistenzarzt im Bergarbeiterkrankenhaus Gera und im Kreiskrankenhaus Greiz, anschließend an der Klinik der Universität Rostock. 1958 wurde er promoviert. Nachdem er vier Jahre als Facharzt gearbeitet hatte, habilitierte er sich 1964 in Rostock für Zahn-, Mund- und Kieferheilkunde.
Andrä wurde Dozent für chirurgische Stomatologie sowie für Kiefer- und Gesichts-Chirurgie. 1970 wurde er zum ordentlichen Professor auf den Lehrstuhl für Chirurgische Stomatologie und Kiefer- und Gesichtschirurgie und zugleich zum Direktor der Klinik und Poliklinik für Chirurgische Stomatologie und Kiefer-Gesichts-Chirurgie berufen. Ein Jahr später trat er der Gesellschaft für Stomatologie bei, seit 1972 saß er dieser Gesellschaft an den Universitäten Greifswald und Rostock vor. Beide Tätigkeiten übte er bis 1977 aus. Von 1985 bis 1989 war er Vorsitzender der Medizinischen Gesellschaft Rostock e. V. 1991 wurde Andrä emeritiert.
Seiner Geburtsstadt Crimmitschau war er außerordentlich verbunden, er verfasste mehrere literarische Werke über seine Heimatstadt.
Andrä starb im Alter von 92 Jahren in Rostock.

## Ehrungen
- Ehrendoktor der Medizin der Stradina-Universität Riga (1990)
- Ehrenmitglied der Medizinischen Gesellschaft Rostock (1999)
- Ehrenmitglied der Mecklenburg-Vorpommerschen Gesellschaft für Zahn-, Mund- und Kieferheilkunde an den Universitäten Greifswald und Rostock e. V. (2002)
- Ehrenbürger der Stadt Crimmitschau (2013)

## Werke
- Leitsymptome in der Kiefer-Gesichts-Chirurgie (2. Auflage Johann Ambrosius Barth Verlag Leipzig/Heidelberg 1990)
- Heiteres & Besinnliches. Geschichten aus meinem Leben (Rostock 1999)
- Dorfgeschichten (Rostock 2004)
- Menschen einer kleinen Stadt: über Crimmitschau und meine Vorfahren (Rostock 2004)
- Stationen meines Lebens (Rostock 2004)
- Von Crimmitschau nach Rostock – Erinnerungen eines Arztes und Forschers (Rostock 2005)
- Crimmitschau und Umgebung in Wort und Bild.